# Irena Grochowska
Irena Grochowska (ur. 16 stycznia 1946 w Morakowie, zm. 24 lipca 2020) – polska nauczycielka, działaczka społeczna, członkini organizacji pozarządowych. 

## Życiorys
Przewodnicząca sekcji Emerytów i Rencistów Związku Nauczycielstwa Polskiego  w Wągrowcu, esperantystka, harcerka. Członek ruchu politycznego Europa – Demokracja – Esperanto, oraz Chóru Nauczycielskiego im. Stanisława Moniuszki. Działała w Towarzystwie Przyjaciół Dzieci, oraz Polskim Związku Niewidomych, była członkiem Towarzystwa Przyjaciół Ziemi Pałuckiej. Odznaczona między innymi Krzyżem Zasługi, czy Złotą Odznaką ZNP. Od 2009 roku uczyła się esperanto. Przez całe swoje życie była zaangażowana w promocję języka i kultury esperanckiej w Polsce. Brała udział w konferencji „125 lat języka esperanto”, która odbyła się w Senacie RP. Podczas cyklu warsztatów nauki tego języka, które odbyły się w Łowiczu wygłosiła monodram „Doktor Esperanto”, poświęcony twórcy esperanto, Ludwikowi Zamenhofowi.
Zmarła 24 lipca 2020, pochowano ją na Cmentarzu Komunalnym w Wągrowcu.